# 岭上事件
岭上事件，1937年12月31日发生于山东省文登县的一次国共冲突事件。

## 事件背景
1937年12月24日，中共胶东特委在山东省文登县发动天福山起义，并成立山东人民抗日救国军第三军。参加起义人员组成第三军第一大队，于得水任大队长，宋澄任政治委员。起义次日，于得水、宋澄率领第一大队向西挺进，进行抗日宣传。在沿途村镇张贴标语，散发宣传品，演唱抗战歌曲，召集群众开会宣传抗日主张，很多青壮年报名参军。

## 事件经过
1937年12月30日，于得水、宋澄率领第一大队行至文登西部岭上村，国民政府文登县县长李毓英率五六百名军警将第一大队包围。双方交涉未果，李毓英部对第一大队进行围捕。于得水率部分队员突围，包括政委宋澄在内的29人被捕，后关入文城监狱。尽管后来大部分人获释，但包括中队长王洪、邢京昌，小队长隋清源在内的三位队员因参加过一一·四暴动被捕后遭秘密杀害。